# Glorioso-szigetek
Glorioso-szigetek (franciául Îles Glorieuses vagy Archipel des Glorieuses) francia fennhatóság alatt álló kis szigetcsoport az Indiai-óceánban, a Mozambiki-csatornában, Madagaszkártól 160 km-re északnyugatra. Madagaszkár, a Comore-szigetek és Seychelle-szigetek egyaránt igényt formálnak a szigetekre.
Közigazgatási szempontból az Indiai-óceáni francia szigetek (franciául "Îles éparses de l'océan Indien") része, mely a Francia déli és antarktiszi területek öt régiójának egyike.

## Történelem
A szigeteket 1892-ben szerezte meg Franciaország.

## Részei
- Grande Glorieuse-sziget
- Lys-sziget
- Wreck Rock-sziget
- South Rock-sziget
- Verte Rocks-szigetek
- továbbá három névtelen sziget.

A fő szigeten meteorológiai állomás működik. Statisztikai célokra az „Indiai-óceáni francia szigetek” (Îles éparses de l'océan Indien) része.